# Cessna 425
Cessna 425 (перша назва — Corsair, пізніше — Conquest I) — американський легкий турбогвинтовий літак загального призначення. Розроблений компанією Cessna на основі моделі Cessna 421, перший політ — 12 вересня 1978 року. Серійний випуск — із 1981 по 1986, випущено 236 літаків.

## Конструкція літака
Суцільнометалевий низькоплан нормальної аеродинамічної схеми з двома турбогвинтовими двигунами. Шасі тристійкове, в польоті забирається.

## Льотно-технічні характеристики
Екіпаж: 1
Пасажиромісткість: 7
Довжина: 10.9 м
Розмах крила: 13.5
Маса порожнього: 2244.4 кг
Максимальна злітна маса: 3719.5 кг
Двигун: 2 × ТГД Pratt & Whitney Canada PT6A-112 потужністю 450 к.с. кожен
Максимальна швидкість: 498 км/год
Дальність: 2480 км
Практична стеля: 10180 м.